# Tangentendreieck

Gegebenes Dreieck (blau), Tangentendreieck (rot) und Höhenfußpunktdreieck (grün). K ist das Zentrum einer Streckung zwischen dem Tangentendreieck und dem Höhenfußpunktdreieck.

In der Geometrie ist das Tangentendreieck eines gegebenen, nicht rechtwinkligen Dreiecks das Dreieck, dessen Seiten durch die Tangenten gebildet werden, die den Umkreis des gegebenen Dreiecks in dessen Ecken berühren. Daher stimmt der Inkreis des Tangentendreiecks mit dem Umkreis des gegebenen Dreiecks überein. Das gegebene (Ausgangs-)Dreieck wird dabei auch Referenzdreieck bezeichnet.
Der Umkreismittelpunkt des Tangentendreiecks liegt auf der Euler-Gerade des Referenzdreiecks, da er das Ähnlichkeitszentrum von Tangentendreieck und Höhenfußpunktdreieck ist. (Die Ecken des zuletzt genannten Dreiecks sind die Fußpunkte der Höhen des gegebenen Dreiecks.)
Ein gegebenes Dreieck und sein Tangentendreieck liegen in perspektiver Lage, wobei die Lemoine-Achse des gegebenen Dreiecks die Achse ist. Das bedeutet, dass die Geraden, welche die Ecken des Tangentendreiecks mit den entsprechenden Ecken des Referenzdreiecks verbinden, einen gemeinsamen Punkt haben. Bei diesem Punkt handelt es sich um den Lemoine-Punkt des Dreiecks.
Die Tangenten, die das Tangentendreieck bilden, werden als Exsymmediane des gegebenen Dreiecks bezeichnet. Je zwei davon schneiden sich mit der dritten Symmediane des Ausgangsdreiecks in einem Punkt.
Falls das gegebene Dreieck stumpfwinklig ist, liegen die Mittelpunkte des Umkreises, des Feuerbach-Kreises, des Polarkreises und des Umkreises des Tangentendreiecks auf einer Geraden.
Rechtwinklige Dreiecke haben keine Tangentendreiecke, da in diesem Fall zwei der Tangenten an den Umkreis parallel sind und folglich kein Dreieck bilden können.
Das gegebene Dreieck ist das Gergonne-Dreieck des Tangentendreiecks.